# Isaak Altmann

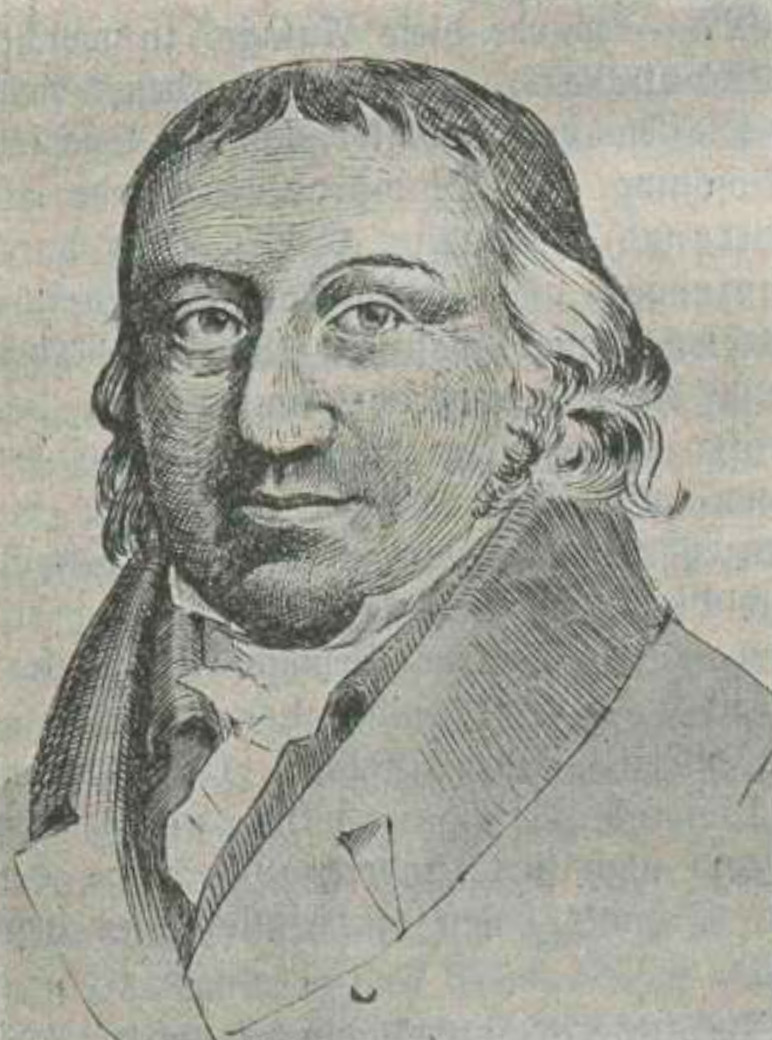
Isaak Altmann

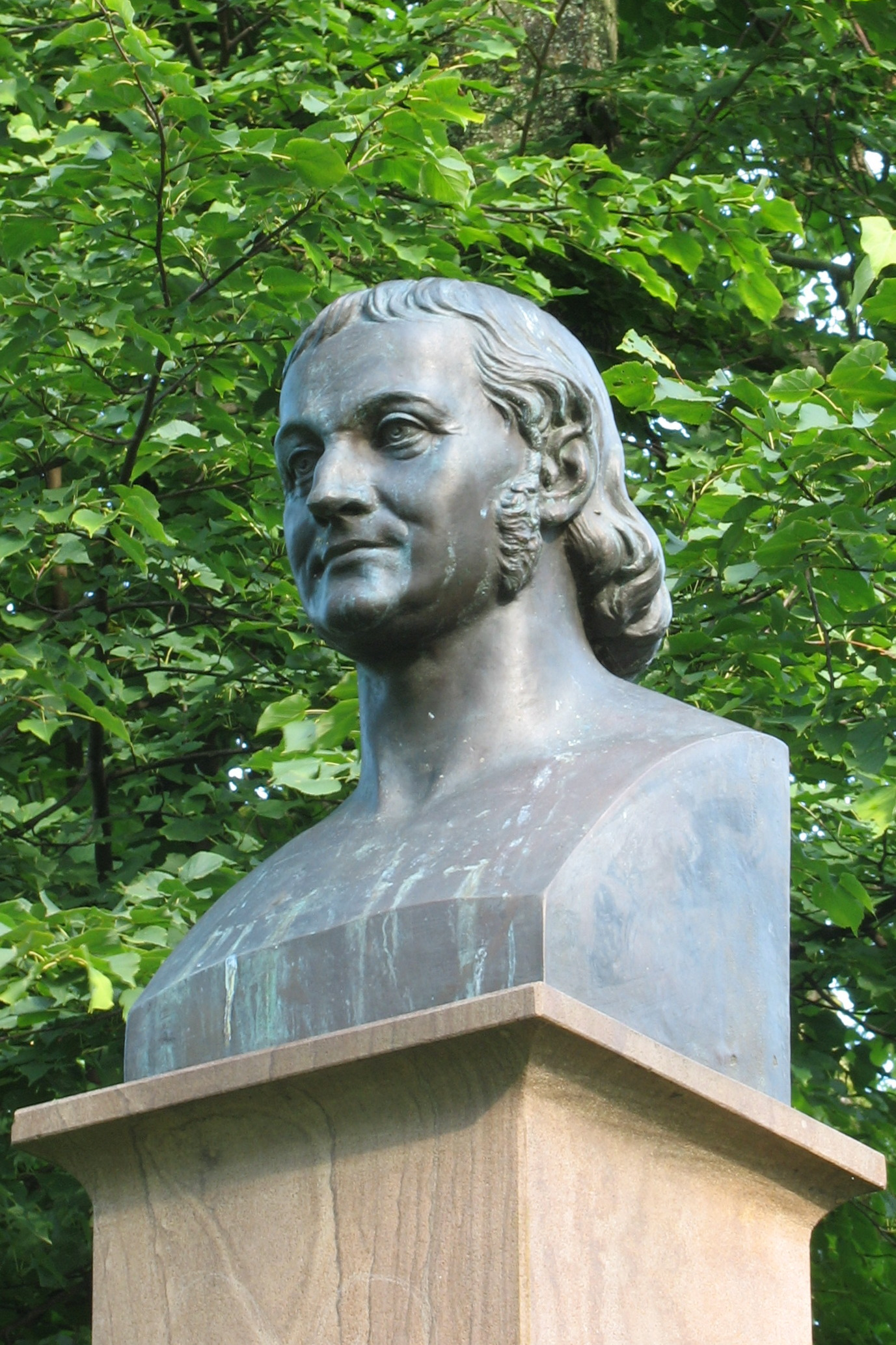
Isaak Altmann, Büste auf der Ansgaribastion in Bremen

Isaak Hermann Albert Altmann (* 15. August 1777 in Bremen; † 15. Dezember 1837 in Bremen) war Landschaftsgärtner mit Tätigkeitsschwerpunkt in Bremen und Umgebung. 

## Biografie
Altmann, der aus einer Gärtnerfamilie stammte, ließ sich nach einigen Lehr- und Wanderjahren 1800 als Kunst- und Handelsgärtner in Bremen nieder. Einer seiner ersten Gestaltungsaufträge war der Riensberg-Park am Focke-Museum, den er nach englischem Vorbild im Stil eines scheinbar natürlich gewachsenen Landschaftsgartens anlegte. Die Wasserläufe eines früheren Wehrgrabens bezog er in den Garten mit ein.

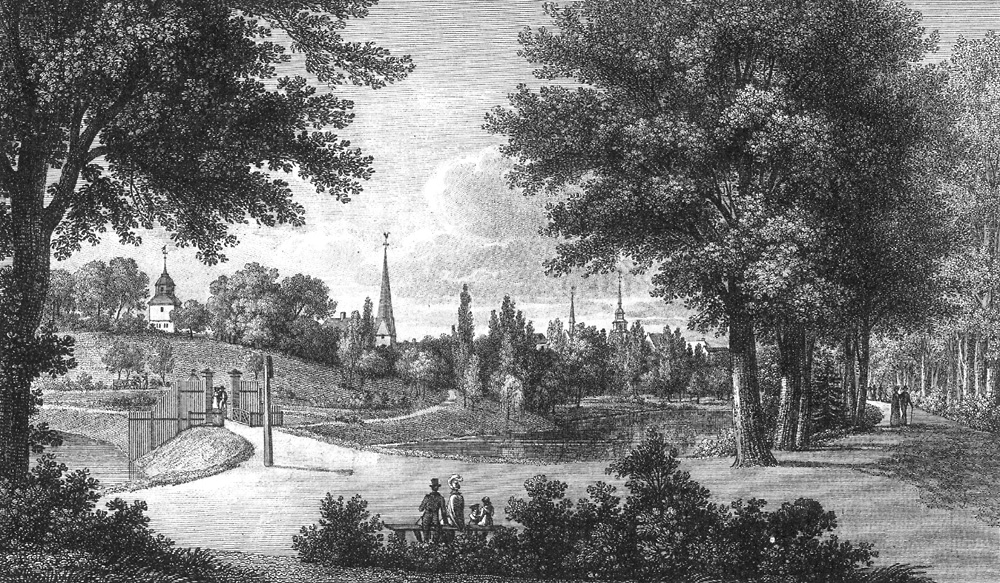
Altmanns Bremer Wallanlagen um 1820

Sein erstes größeres Projekt waren die Bremer Wallanlagen, wo er ab 1803 entscheidend an der Umgestaltung der untauglich gewordenen Befestigungsanlagen des 17. Jahrhunderts in einen Landschaftspark wirkte. Infolge des Einmarschs napoleonischer Truppen nach Bremen 1811 dauerte es dreißig Jahre, bis der Bau der Wallanlagen abgeschlossen war.
Gleichzeitig veränderte er bis 1837 die ab 1616 von Johan van Valckenburgh geschaffenen Hamburger Wallanlagen in Grünanlagen. Ebenfalls zeichnete er um 1815 für den Landschaftsgarten am Dammgut Ritterhude und ab 1830 dem Wätjens Park in Bremen-Blumenthal verantwortlich. Auch der Kurpark in Bad Oldesloe wird ihm zugeschrieben.

## Ehrungen

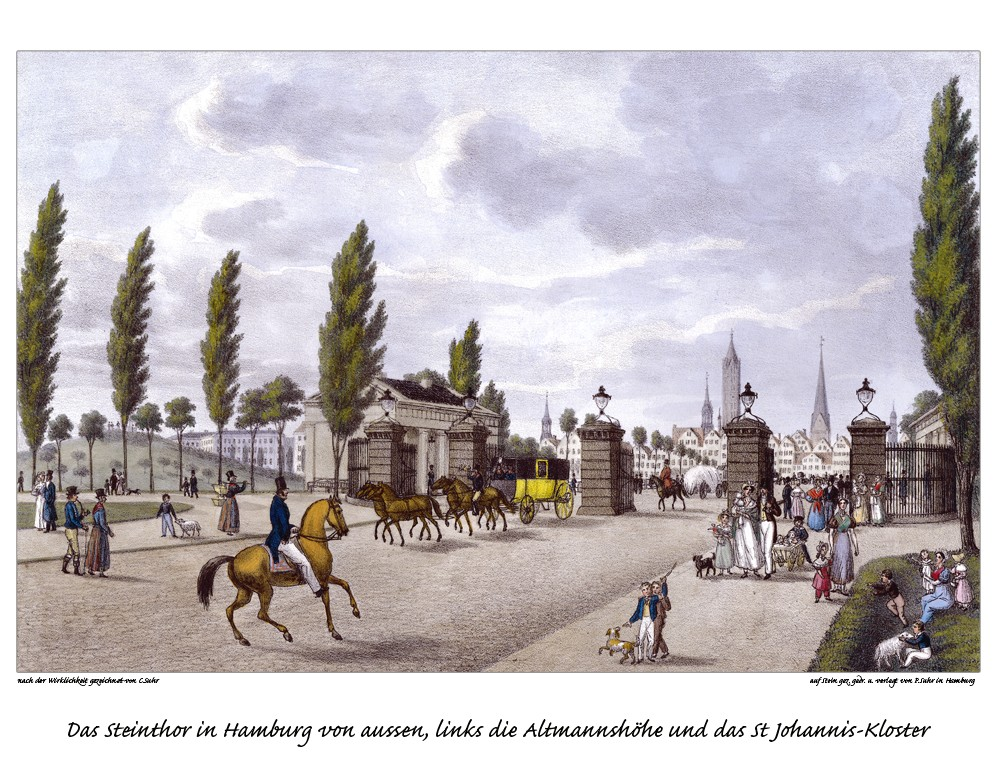
Frühere Altmannshöhe beim Steintor in Hamburg, um 1840 (links im Hintergrund)

- Anlässlich seines hundertsten Geburtstages wurde Altmann zu Ehren 1877 von Bremer Bürgern auf Initiative des Bremer Gartenbauvereins eine Marmorbüste auf hohem, gestuften Sockel im Bereich der ehemaligen Doventor-Bastion in den Wallanlagen errichtet. Es war ein Werk des Bremer Bildhauers Diedrich Kropp, der seinerzeit die Ausschreibung gewonnen hatte. Diese Büste wurde 1944 durch Bomben zerstört. Da eine zweite, in Bronze gegossene Ausfertigung dieser Büste in der Fassadennische des Hauses Altmannstraße Nr. 12. erhalten blieb, konnte 2002/03 eine Kopie gegossen und in der Nähe des früheren Standortes, im Bereich der ehemaligen Ansgari-Bastion, auf einen modernen Sandsteinsockel gestellt werden.[7][8]
- Ein Hügel in den Bremer Wallanlagen („Altmannshöhe“), zwischen Ostertor und Weser, trägt seinen Namen.
- Auch in den Hamburger Wallanlagen gab es einst eine Altmannshöhe in der Nähe des Steintores. 1875 wurde hier die Altmannstraße angelegt. Sie führt heute als Altmannbrücke über die Gleisanlagen südlich des Hamburger Hauptbahnhofes.
- Eine Wohnstraße im Bremer Stadtteil Schwachhausen wurde ebenfalls nach ihm benannt.